# Preußisch-russischer Allianzvertrag (1740)

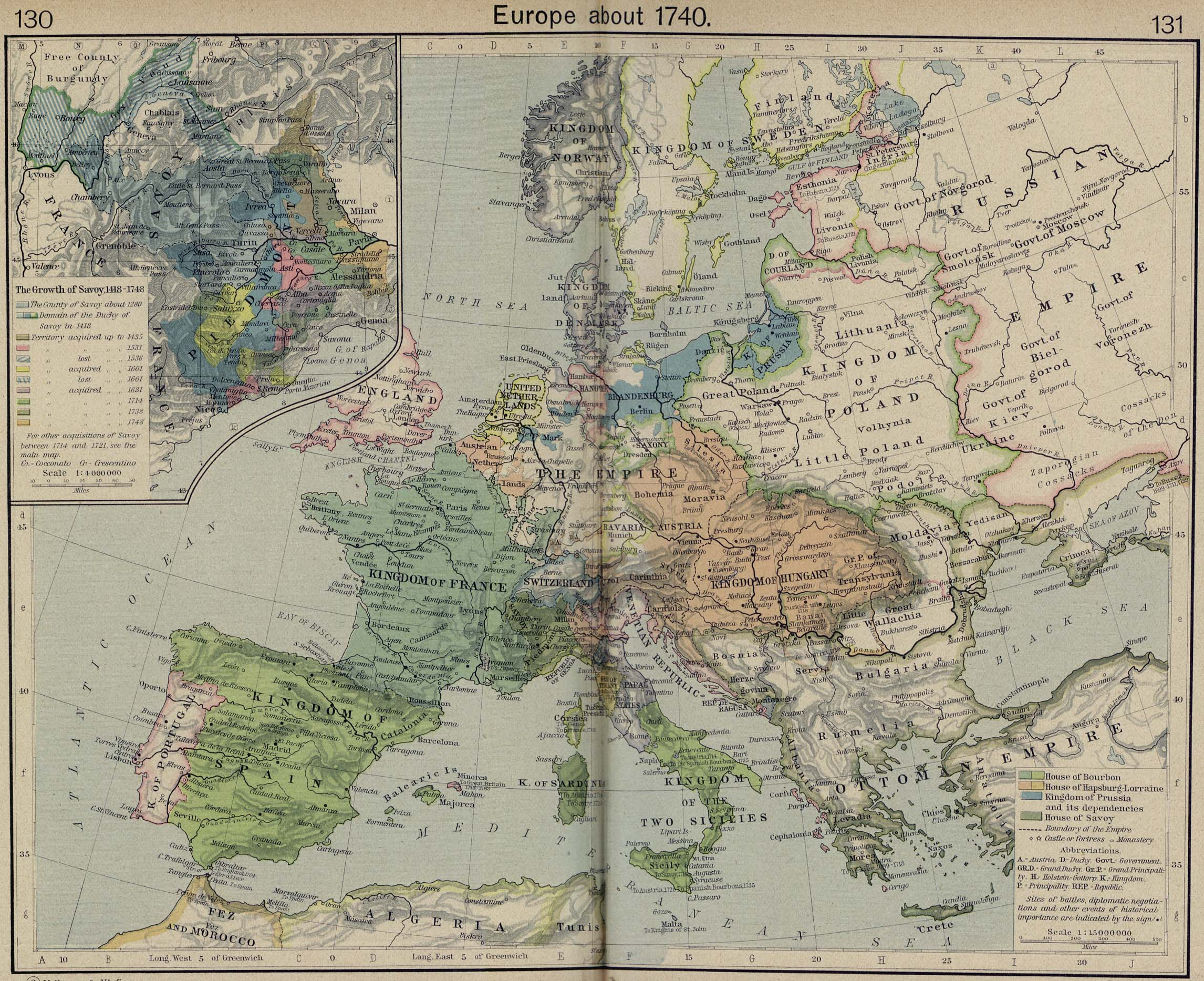
Europa um 1740

Der preußisch-russische Allianzvertrag vom 27. Dezember 1740 war ein Defensivbündnis zwischen Preußen und Russland. 
Es sollte Friedrich II. für den Krieg gegen Österreich (vgl. Erster Schlesischer Krieg) den Rücken im Falle eines schwedischen oder polnischen Angriffs freihalten und Russland von einem Vorgehen gegen Preußen abhalten.

## Vertragsverhandlungen
Am Anfang des Jahres 1740 war die europäische Situation sehr angespannt. Am 31. Mai 1740 starb der preußische König Friedrich Wilhelm I. Sein ältester Sohn Friedrich (1712–1786) wurde zum neuen Monarchen. Friedrich II. war ganz anderer Veranlagung als sein Vater. Kaiserin Anna entschied sich, auf die Klärung der Situation zu warten. St. Petersburg fürchtete ein preußisch-französisches Bündnis, das den Einfluss Frankreichs im Norden gestärkt hätte. Friedrich II. war sich der militärischen Stärke Russlands bewusst und beauftragte Gustav von Mardefeld Bündnisverhandlungen mit Russland aufzunehmen. Graf Ostermann schlug Mardefeld vor, als Grundlage für die Verhandlungen den früheren gegenseitigen Vertrag aus dem Jahre 1726 zu nehmen. Schon vorher hatte der preußische König seinen Vorschlag nach Petersburg gesandt.  
Der Vorschlag enthielt den Separatartikel von 1737, welcher die russische Garantie für die jülisch-bergische Nachfolge forderte und dafür die Garantie des Herzogtums Kurland anbot.
Zunehmende gegenrussische Stimmungen in Schweden führten Ostermann zu einer offenen Einstellung gegenüber den preußischen Vorschlägen. Nach wechselseitigen Verhandlungen entschied sich Friedrich schließlich, den russischen Vorschlag der Deklaration aufzunehmen, in der sich Russland dazu verpflichtet, in der kommenden Auseinandersetzung Preußens mit Habsburg, kein Bündnis gegen Preußen zu schließen. Im Falle eines Angriffs Schwedens oder Polen-Litauens versprachen beide Seiten, sich mit 10.000 Mann Hilfstruppen zu unterstützen.
In dieser Situation starb am 28. Oktober 1740 die Kaiserin Anna und nicht lange darauf kam die Todesnachricht von Kaiser Karl VI. Zu dieser Zeit stand der russische Hof überwiegend unter österreichischen Einfluss. Anna hatte vor ihrem Tod Ernst Johann von Biron mit der Regentschaft betraut. Ostermann, der weiter die außenpolitischen Angelegenheiten betraute, forderte Mardefeld zur sofortigen Unterschrift des Bündnisvertrages auf. Der Gesandte lehnte dies ab, weil in dem Vertrag die Deklaration der Verpflichtung Russlands nicht enthalten war keine für Preußen feindliche Allianz abzuschließen.
Der Putsch in St. Petersburg änderte die Situation wieder. An der Spitze der Konspiration stand der Marschall Burkhard Christoph von Münnich. Er avancierte zum ersten Minister des Reiches, nachdem er den als Regent des minderjährigen Neffen der Kaiserin, Iwan VI., eingesetzten Biron gestürzt und dessen Mutter Anna Leopoldowna von Mecklenburg zur Regentin erklärt hatte. Es gelang Münnich, dem Vizekanzler Ostermann vorübergehend die Leitung der Außenpolitik zu entreißen. Die Nachricht über preußische Militärvorbereitungen bewogen St. Petersburg, am 16. Dezember 1740 einen Brief nach Berlin abzusenden, der vor der Verletzung der Pragmatischen Sanktion warnte.

## Vertragsabschluss
Friedrich II. war sich der Uneinigkeit der russischen Minister bewusst und verließ sich diesbezüglich vor allem auf Graf Münnich. Es stand der Krieg mit Österreich, bevor und der preußische König hoffte, dass St. Petersburg sich ihm nicht entgegenstellen werde. Deswegen schickte er schon im Dezember 1740, knapp vor dem Angriff in Schlesien, mit dem Major Winterfeld einen Verwandten von Marschall Münnich nach St. Petersburg. Diesem gelang es, das Vertrauen des Marschalls zu gewinnen. Der stets antihabsburgisch eingestellte Münnich schloss eine Defensivallianz mit Preußen am 27. Dezember 1740 und verließ damit den Weg der von Ostermann vorgezeichneten russisch-österreichischen Bündnispolitik. 
Beide Seiten verpflichteten sich im Angriffsfall einander 12.000 Mann Hilfstruppen zu stellen. Der Sinn dieser Politik bestand darin, durch Beschwichtigung Preußen daran zu hindern, seine Interessen an Frankreich und Schweden zu binden. Russland war zu diesem Zeitpunkt allerdings immer noch mit Österreich verbündet und beabsichtigte mit der Erneuerung der preußisch-russischen Allianz keineswegs eine Rückendeckung Preußens beim Einmarsch nach Schlesien, auch wenn der preußische König diese im Prinzip erhielt.

## Weitere Entwicklung
Durch Münnichs Erkrankung verschärfte sich Russlands Einstellung zu Preußen wieder. Wenige Monate später erwirkte Ostermann Münnichs Entlassung aus allen Ämtern am 14. März 1741 und führte Russland an die Seite des österreichischen Bündnispartners zurück. Preußen sollte durch Bildung einer antipreußischen Koalition zur Versöhnung mit Österreich gezwungen werden. Bestrebungen Ostermanns zur Aussendung eines Heeres zur Unterstützung Maria Theresias wurden durch die preußischen Siege wieder beendet. 
Friedrich wendete sich nun vermehrt Frankreich zu. Durch das Zusammengehen Friedrichs mit Frankreich im Juli 1741 drohten Russland seinerseits ein Krieg mit Schweden und ein größerer französischer Einfluss Frankreichs im Norden, so dass sich Russland eilig um Korrekturen bemühte.
Nach der Palastrevolution am 6. Dezember 1741 folgte eine Neuorientierung der Petersburger Politik. Das russisch-preußische Verhältnis besserte sich ab dem Winter 1742, als Friedrich II. die Erneuerung des Bundespaktes vorschlug.